# Motemei
 (novembre 2022).
Le motemei (de l'espagnol "moteméi") est un aliment sud-américain à base de maïs décortiqué, cuit et épluché, préparé comme dessert, ragoût ou boisson,,. Le terme espagnol "moteméi" dérive de la contraction des mots "mote" (nom générique de diverses céréales ou légumineuses cuites dans l'eau) et "maíz" (maïs),,.

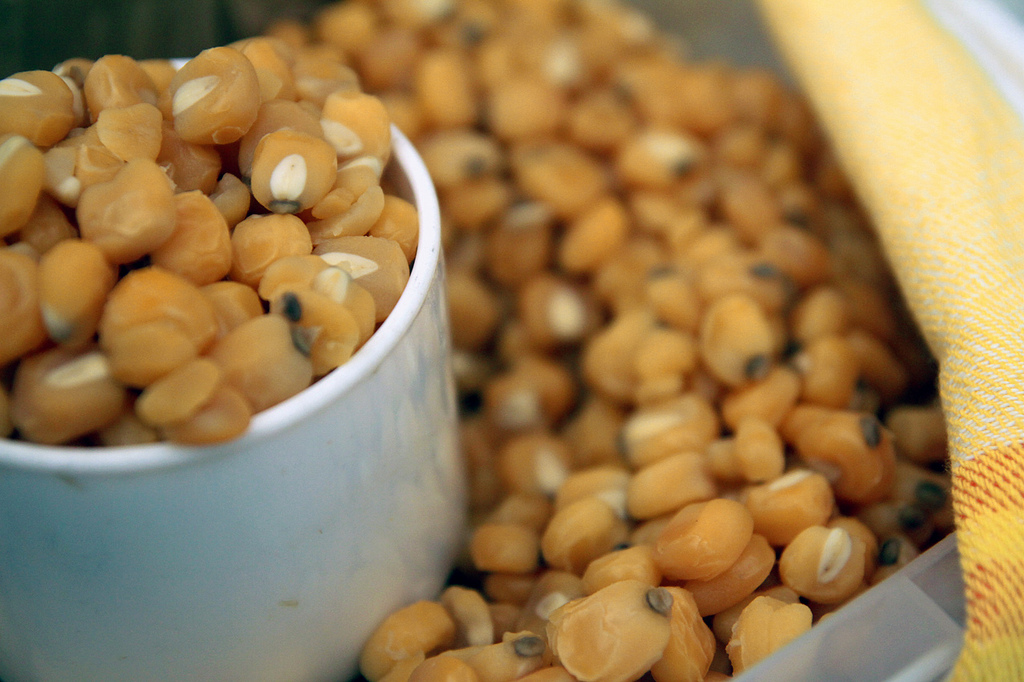
Motemei.